# Apulu de Veii

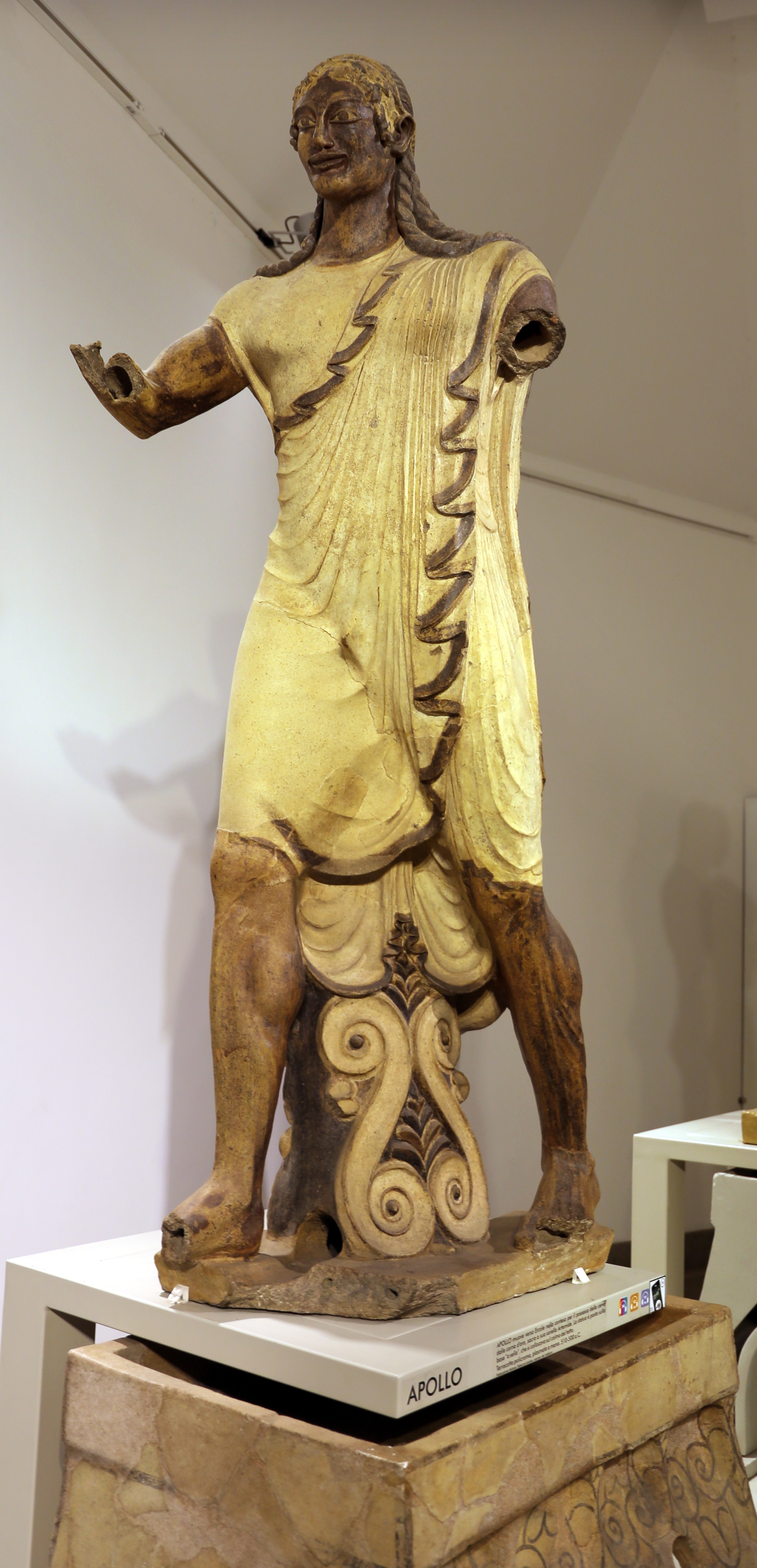
Apulu de Veii.

O Apulu de Veii é uma célebre estátua do deus etrusco Apulu (Apolo), preservada no Museu Nacional Etrusco de Villa Giulia, em Roma, Itália.
É parte de um grupo de quatro estátuas instaladas no acrotério de um templo dedicado à deusa etrusca Menerva (Atena) e datado do final do século VI a.C., situado em Portonaccio, na antiga cidade de Veii. A estátua e seu grupo são datados de c. 510-500 a.C. O Apulu pertence à tipologia do kouros, características que o inscrevem no período arcaico da escultura etrusca, fortemente influenciado pela escultura da Grécia arcaica. Foi realizada em terracota e recebeu pintura de superfície, que está ainda em bom estado. 
O deus está em atitude dinâmica, como se estivesse caminhando, e ilustra um episódio de seu mito, quando confronta Hercle (Hércules) pela posse da Corça de Cerineia, uma besta de cornos de ouro que era sagrada para sua irmã Artumes (Ártemis). Sua importância reside no fato de ser uma das raríssimas estátuas em terracota em tamanho natural a sobreviver da rica tradição escultórica etrusca. Alguns estudiosos atribuem sua autoria ao escultor Vulca, o único artista etrusco a deixar seu nome na história. O Museu Nacional Etrusco atribuiu a autoria ao chamado Mestre de Apolo, integrante da última geração de artistas ativos na oficina de Vulca.
O grupo ao qual pertence foi descoberto em fragmentos em 19 de maio de 1916 pelo arqueólogo Giulio Quirino Giglioli, e foi restaurado pela primeira vez em 1919. Apulu é a peça que estava em melhores condições, mas faltam-lhe os dois braços e a ponta dos pés, além de ter uma abertura nas costas.
Sua exibição pública foi uma relevação para os críticos e historiadores de arte da época, obrigando a uma reavaliação da escultura e cultura etruscas, então desprestigiadas como uma derivação pobre e decadente da arte grega, realizada por um povo semi-bárbaro. Sua imagem rapidamente se disseminou pela Europa em fotografias, gravuras e ilustrações de publicações populares e científicas. A exibição causou sensação também entreartistas e literatos modernistas, que estavam buscando padrões de referência além da tradicional arte clássica e acadêmica. Foram influenciados por este e outros achados etruscos importantes que ocorreram nesta época, por exemplo, os artistas Mario Sironi, Arturo Martini, Marino Marini e Alberto Giacometti, os escritores Aldous Huxley e Curzio Malaparte e os poetas Carleton Beals e Edward Storer. Toda essa movimentação foi um elemento importante na consolidação da Etruscologia como uma ciência.
Hoje a estátua é reconhecida como uma obra-prima, uma das mais importantes e emblemáticas relíquias daquela cultura, sendo extensivamente estudada por inúmeros pesquisadores.